# Roda Viva (programa de televisão)
Roda Viva é um programa de entrevistas e debates brasileiro produzido e transmitido pela TV Cultura e exibido pela emissora às segundas-feiras às 22h, com transmissão simultânea pela internet. É o mais antigo programa do gênero da televisão brasileira, no ar continuamente desde 29 de setembro de 1986. Ao longo de sua trajetória, foram entrevistados diversos líderes políticos, escritores, esportistas, filósofos, músicos e outras personalidades do Brasil e do exterior.
A cada edição, é convidada uma bancada de entrevistadores (debatedores, se o programa for sobre um tema específico), de acordo com suas áreas de atuação e conhecimento. O programa é agora ancorado pela jornalista Vera Magalhães.

## Formato
Nas entrevistas, o cenário do programa, que é transmitido em rede nacional por emissoras de todos os estados brasileiros, é essencialmente diferente de outros programas do gênero: o entrevistado está sentado em uma cadeira giratória no centro de um círculo formado por seus entrevistadores, que ficam numa posição mais alta. A cada resposta, o entrevistado posiciona-se na direção de quem lhe dirigiu a pergunta. O estúdio é rodeado por câmeras, de forma que o entrevistado está sempre de frente para uma delas, não havendo preocupação com posicionamento no estúdio, reforçando a ideia de uma conversa informal. No caso de chefes de Estado, o formato é excepcional: a entrevista se realiza tradicionalmente na sede de seus respectivos governos, respeitado o protocolo de conduta.
Durante o programa, eram realizadas várias caricaturas sobre o tema ou entrevistado, pelo caricaturista Paulo Caruso.

## História

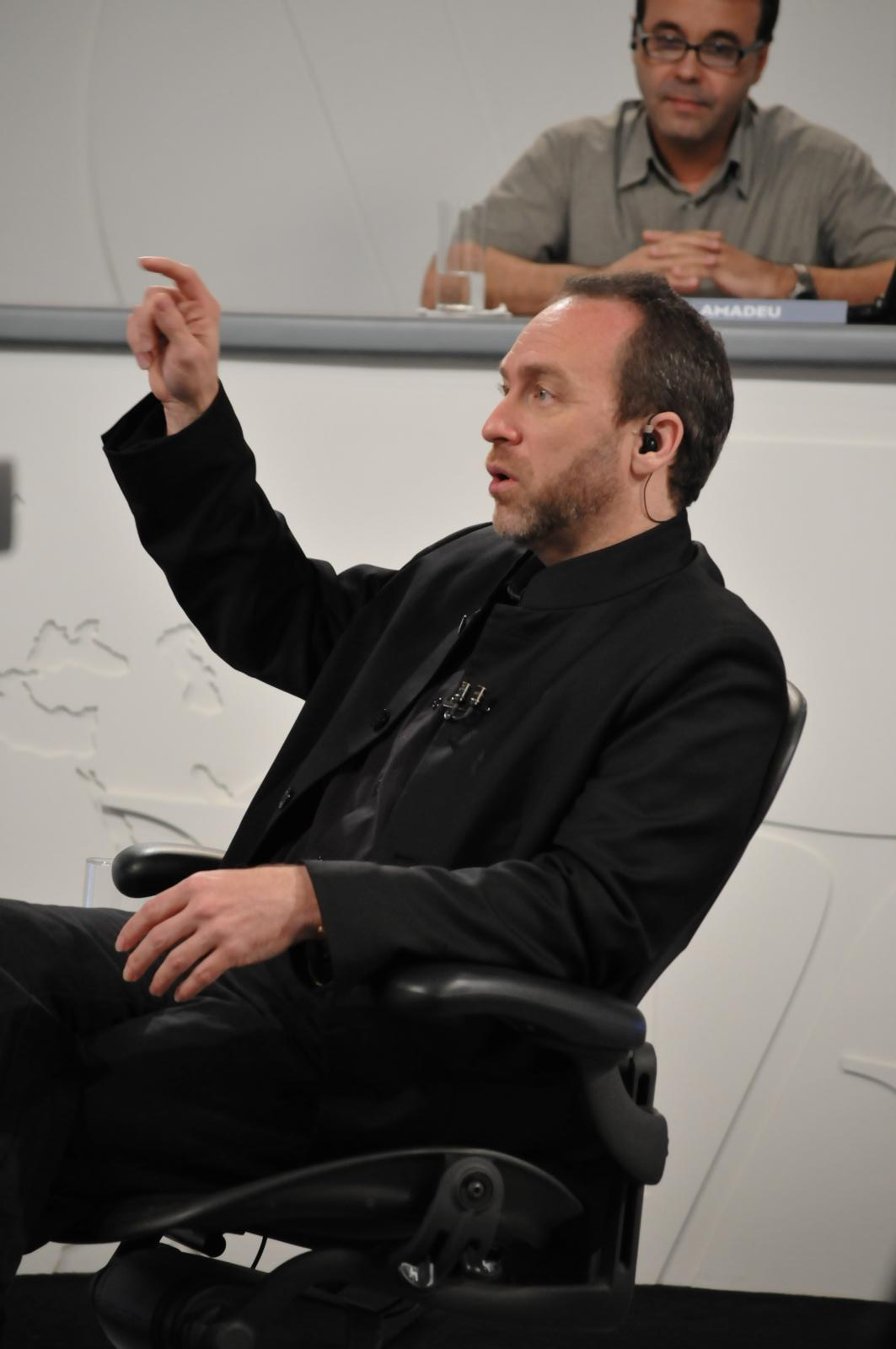
Jimmy Wales, fundador da Wikipedia, em entrevista ao programa em 2008

Transmitido ininterruptamente desde 1986, o Roda Viva é o mais antigo programa de entrevistas e debates da televisão brasileira. Passaram pelo programa as mais relevantes personalidades brasileiras e internacionais da política, economia, cultura e esportes, como Luís Carlos Prestes, Itamar Franco, Fidel Castro, Roberto Campos, Darcy Ribeiro, José Saramago, Pedro Almodóvar, Tom Jobim, Jimmy Wales, Mario Vargas Llosa e Ayrton Senna.
Em 2008, a TV Cultura, em parceria com a FAPESP e a Unicamp, publicou na internet, para acesso público, diversas entrevistas que ocorreram no programa ao longo de mais de vinte anos.
Os mediadores que passaram pelo programa foram Rodolpho Gamberini (1986–1987), Augusto Nunes (1987, inicialmente como segundo apresentador –1989; 2013–2018), Jorge Escosteguy (1989–1994), Rodolfo Konder (1990), Roseli Tardelli (1994), Heródoto Barbeiro (1994–1995; 2009-2010), Matinas Suzuki Jr. (1995–1998), Paulo Markun (1998–2007), Lillian Witte Fibe (2008-2009), Carlos Eduardo Lins da Silva (2008), Marília Gabriela (2010–2011), Mario Sergio Conti (2011–2013),, Ricardo Lessa (2018–2019), Daniela Lima (2019). e Vera Magalhães (2020–atualmente).
A partir de 2019, dobrou a audiência do programa na TV e no YouTube.
Em maio de 2021, anunciou parceria para exibição no TikTok.

### Edições regionais
O Roda Viva possuiu uma versão regional, exibida no estado de Pernambuco pela TV Nova, emissora afiliada da Rede Cultura , entre 2018 e 2019.

### Rodízio de cartunistas
Em 2023, após a morte do chargista Paulo Caruso, o Roda Viva passou a contar com um cartunista diferente por semana, num sistema de revezamento.
Em 13 de março, Jean Galvão fez as charges do programa, seguido por Carol Ito (20/3) e Marilia Marz (27/3).
Em abril, os artistas chamados foram Gilmar (03/4), João Montanaro (10/4), Spacca (17/4) e Fernandes (24/4).
Em maio, o programa trouxe os cartunistas Cecilia Marins (01/5), Érico San Juan (08/5), Cláudio de Oliveira (15/5), Luciano Veronezi (22/5) e Diogo Salles (29/5).
Em junho, vieram os artistas gráficos Julie Pena (05/6), Helô D'Ângelo (12/5), Eduardo Baptistão (19/5) e Custódio Rosa (26/5).
Em julho, foi a vez de Jal (03/7), Ricardo Soares (10/7), Nazura (17/7), Fausto Bergocce (24/7) e Caco Galhardo (31/7) desenharem no Roda Viva.
A partir de 7 de agosto, Luciano Veronezi ocupa em definitivo o posto de chargista do programa.

## Mediadores
- Rodolpho Gamberini (1986-1987)
- Augusto Nunes (1987-1989; 2013-2018)
- Jorge Escosteguy (1989-1994)
- Rodolfo Konder (1990)
- Roseli Tardelli (1994)
- Heródoto Barbeiro (1994-1995; 2009-2010)
- Matinas Suzuki Jr. (1995-1998)
- Paulo Markun (1998-2007)
- Lillian Witte Fibe (2008-2009)
- Carlos Eduardo Lins da Silva (2008)
- Marília Gabriela (2010-2011)
- Mário Sergio Conti (2011-2013)
- Ricardo Lessa (2018-2019)
- Daniela Lima (2019-2020)
- Vera Magalhães (2020-atual)

## Prêmios e indicações
| Ano  | Cerimônia       | Categoria                      | Resultado |
| ---- | --------------- | ------------------------------ | --------- |
| 1987 | Troféu Imprensa | Melhor programa de entrevistas | Indicado  |
| 1988 | Troféu Imprensa | Melhor programa de entrevistas | Venceu    |
| 1989 | Troféu Imprensa | Melhor programa de entrevistas | Indicado  |
| 2001 | Troféu Imprensa | Melhor programa de entrevistas | Venceu    |
| 2007 | Troféu Imprensa | Melhor programa de entrevistas | Venceu    |
| 2019 | Troféu APCA     | Melhor Programa Jornalistico   | Venceu    |